# Marcel Oster
Marcel Oster (Suhl, 5 aprile 1989) è un ex slittinista tedesco.

## Biografia

### Carriera sportiva
Dal 2005 iniziò a gareggiare per la nazionale tedesca nella classe juniores nella specialità del doppio in coppia con Toni Eggert, prendendo parte alla Coppa del Mondo di categoria conclusa in terza posizione e giungendo undicesimo ai campionati mondiali di Altenberg 2006; la stagione seguente si piazzò al quarto posto in Coppa e vinse il titolo iridato a Cesana Torinese 2007 sia nel doppio sia nella gara a squadre.
Nell'annata 2007/08 si aggiudicò la sfera di cristallo vincendo tutte le gare in programma e bissò il titolo mondiale nel doppio a Lake Placid 2008, occasione in cui conquistò anche la medaglia d'argento nella prova a staffetta. Terminata l'esperienza nelle categorie giovanili dalla stagione successiva gareggiò a livello assoluto conseguendo la medaglia di bronzo ai campionati tedeschi e, complice l'operazione chirurgica cui si sottopose André Florschütz per trattare l'ernia del disco che lo costrinse a saltare tutta la prima parte della Coppa del Mondo, trovò posto nella squadra nazionale debuttando il 29 novembre 2008 nella prima tappa di Innsbruck in cui si piazzò ottavo nel doppio in coppia con Eggert; partecipò ad ulteriori tre gare e chiuse la classifica generale in diciottesima posizione. Nel 2009/10 non riuscì a qualificarsi nel gruppo che prese parte alla Coppa del Mondo e, a livello internazionale, avrebbe dovuto gareggiare solo nelle tappe tedesche della Nations Cup ma, dopo non essere partito in quella di Schönau am Königssee, non disputò le ultime due; con l'intento di primeggiare anche nella categoria maggiore a fine stagione Toni Eggert decise di terminare il sodalizio con lui per gareggiare insieme a Sascha Benecken, ed Oster concluse così la sua carriera agonistica.

## Palmarès

### Mondiali juniores
- 4 medaglie:
  - 3 ori (doppio, gara a squadre a Cesana Torinese 2007; doppio a Lake Placid 2008);
  - 1 argento (gara a squadre a Lake Placid 2008).

### Coppa del Mondo
- Miglior piazzamento in classifica generale di Coppa del Mondo nel doppio: 18° nel 2008/09.

### Coppa del Mondo juniores
- Vincitore della Coppa del Mondo juniores nel doppio nel 2007/08.

### Campionati tedeschi
- 1 medaglia:
  - 1 bronzo (doppio a Schönau am Königssee 2009).